# Нестор Наталія Володимирівна
Нестор Наталія Володимирівна (нар. 15 січня 1986[джерело не вказане 1327 днів], Київ[джерело не вказане 1327 днів]) ― український правник, адвокат, доктор юридичних наук (2019), Заслужений юрист України, заступник директора Київського науково-дослідного інституту судових експертиз Міністерства юстиції України.

## Освіта
У 2003 році закінчила середню школу № 9 (м. Київ)[джерело не вказане 1327 днів].
У 2009 закінчила юридичний факультет Київського національного університету імені Тараса Григоровича Шевченка.
У 2023 році здобула ступінь вищої освіти "Магістр" в галузі знань "Публічне управління та адміністрування" у Київському національному університеті імені Тараса Шевченка

## Біографічні відомості
2005—2018[джерело не вказане 1327 днів] юридична та адвокатська практика.
2009—2012 — аспірантка юридичного факультету кафедри правосуддя юридичного факультету Київського національного університету ім. Тараса Шевченка.
2013 — захистила у Національній академії прокуратури України кандидатську дисертацію на тему «Запровадження медіації в кримінальному процесі України» (спеціальність 12.00.09 — кримінальний процес та криміналістика; судова експертиза; оперативно-розшукова діяльність).
З 2016 — асистент кафедри кримінального процесу та криміналістики Інституту права Київського національного університету ім. Тараса Шевченка.
У 2018 році призначена заступником директора з наукової роботи Київського науково-дослідного інституту судових експертиз Міністерства юстиції України[джерело не вказане 1327 днів].
2019 — захистила в Сумському державному університеті докторську дисертацію на тему «Адміністративно-правові засади здійснення контролю за діяльністю судів (суддів) в Україні» (спеціальність 12.00.07 — адміністративне право і процес; фінансове право; інформаційне право).
2022 — наказом № 724 від 09.08.2022 Міністерства освіти і науки України було присвоєно наукове звання старшого дослідника.
2025 — наказом № 301 від 18.02.2025 Міністерства освіти і науки України було присвоєно наукове звання професора зі спеціальності D8 — Право.

## Особисте життя
Заміжня

## Публікації

### Монографії
- Нестор Н. В. Запровадження медіації в кримінальному процесі України: проблеми теорії та практики: моногр. Київ: Правова єдність, 2018. — 182 с.
- Нестор Н. В. Кримінальний процесуальний кодекс 2012 року: ідеологія та практика правозастосування: колективна моногр. Одеса, 2018. (у співав.).
- Нестор Н. В. Адміністративно-правові засади здійснення контролю за діяльністю судів (суддів) в Україні: моногр. / за заг. ред. О. М. Музичука.  Харків: ФОП Панов А. М., 2019. 424 с.

### Навчальні посібники
- Нестор Н. В. Судові експертизи в процесуальному праві України: навч. посіб. – Київ : Видавництво Ліра-К, 2019. 424 с. (у співав.). — ISBN 978-617-7844-06-7.
- Нестор Н. В. Експертизи у кримінальному провадженні: наук.-практ. посібник. Київ: Норма права, 2020. 308 с. (у співав.).

- Нестор Н. В. Судові експертизи в процесуальному праві України: навч. посіб. – Київ : Видавництво Ліра-К, 2021. – Вип. 2. – 276 с. (у співав.). — ISBN 978-617-520-142-8.
- Нестор Н. В. Комплексне судово-експертне дослідження слідів застосування вогнепальної зброї: навч. посіб. – Київ : Видавництво Ліра-К, 2022. 276 с. (у співав.). — ISBN 978-617-520-256-2.
- Нестор Н. В. Судові експертизи в процесуальному праві України: навч. посіб. – Київ : Видавництво Ліра-К, 2023. – Вип. 3. – 364 с. (у співав.). — ISBN 978-617-520-540-2.

### Науково-практичні коментарі
- Нестор Н. В. Закон України «Про судоустрій і статус суддів»: наук.-практ. коментар / КНУ ім. Тараса Шевченка; за заг. ред. М. А. Погорецького, О. З. Хотинської-Нор, О. Г. Яновської; авт. кол. Н. В. Нестор та ін. Київ, 2019.  1179 с.  (у співав.).

### Статті
- Нестор Н. В. Класифікація видів контролю за діяльністю суддів (судів) в Україні. Науковий вісник Ужгородського національного університету. Серія «Право». 2015. Вип. 33. Ч. 2. Т. 2. С. 123—127.
- Нестор Н. В. Об'єкт контролю за діяльністю суддів. Науковий вісник Ужгородського національного університету. Серія «Право». 2015. Вип. 34. Ч. 2. Т. 3. С. 122—128.
- Нестор Н. В. Значення судової влади в процесі побудови правової держави та громадянського суспільства в Україні. Науковий вісник Ужгородського національного університету. Серія «Право». 2016. Вип. 40. Т. 3. С. 184—189.
- Нестор Н. В. До питання удосконалення  кримінального та кримінального процесуального  законодавства України для боротьби з насильством стосовно жінок та домашнім насильством. Вісник кримінального судочинства. 2017. № 4: Актуальні проблеми кримінального судочинства. С. 41-48.
- Нестор Н. В. Історичні аспекти розвитку системи контролю та нагляду за роботою суду та суддів за часів княжої доби. Науковий вісник публічного та приватного права. 2017. Вип. 2. Т. 2. С. 123—126.
- Нестор Н. В. Кримінальне провадження на підставі угоди про примирення: актуальні питання судової практики та проблеми вдосконалення законодавства. Судова та слідча практика в Україні. 2017. Вип. 5. С. 49–58.
- Нестор Н. В. Проблемні питання тлумачення категорії «інтереси суспільства» під час судового провадження на підставі угоди про примирення. Право і суспільство. 2017. № 3. С. 225—232.
- Нестор Н. В. Правове регулювання кримінальних проступків: ретроспективний аналіз. Приватне та публічне право. 2017. № 3. С. 129—134.
- Нестор Н. В. Спрощене кримінальне провадження щодо кримінальних проступків: вітчизняний та міжнародно-правовий аспекти. Вісник кримінального судочинства. 2017. № 1: Актуальні проблеми кримінального судочинства. С. 64-70.
- Нестор Н. В. Щодо визначення поняття та змісту судової влади: теоретичні аспекти. Прикарпатський юридичний вісник. 2017. Вип. 1. Т. 2. С. 101—106.
- Нестор Н. В. Вища рада правосуддя як суб'єкт самоврядного контролю за діяльністю суддів. Науковий вісник публічного та приватного права. 2018. Вип. 3. Т. 2. С. 123—130.
- Нестор Н. В. Кримінальне провадження на підставі угоди про примирення: правова регламентація та практика застосування. Кримінальний процесуальний кодекс 2012 року: ідеологія та практика правозастосування: колективна монографія. Одеса, 2018. С. 1025—1049.
- Нестор Н. В. Поняття та види суб'єктів контролю за діяльністю суддів. Науковий вісник Ужгородського національного університету. Серія «Право». 2018. Вип. 50. Т. 3. С. 150—154.
- Нестор Н. В. Принципи контролю за діяльністю суду (суддів). Прикарпатський юридичний вісник. 2018. Вип. 1. Т. 3. С. 121—125.
- Нестор Н. В. Проблемні аспекти законодавчого забезпечення гарантій незалежності судового експерта. Криміналістика і судова експертиза. 2018. Вип. 63. Ч. 1. С. 36–41.
- Нестор Н. В. Поняття стандартизації судово-експертної діяльності.  Криміналістика і судова експертиза: міжвід. наук.-метод. зб., присвяч. 55-ій річниці видання / КНДІСЕ Мінюста України; редкол.: О. Г. Рувін (голов. ред.) та ін.  Київ, 2019.  Вип. 64.  С. 68–77.
- Нестор Н. В. Вступ. Судові експертизи в процесуальному праві України. Київ: Вид-во Ліра-К, 2019. С. 6–7.
- Нестор Н. В. Нормотворчість, експертиза, моніторинг як адміністративні форми контролю та процедури їх здійснення. Науковий вісник публічного та приватного права. 2019. Вип. 3. С. 143—150.
- Нестор Н. В. Оптимізація критеріїв оцінювання під час здійснення контролю за діяльністю судів (суддів). Вісник Маріупольського державного університету. Серія  «Право». 2019. № 2. С. 134—142.
- Нестор Н. В. Оптимізація критеріїв оцінювання під час здійснення контролю Вищою радою правосуддя за діяльністю судів (суддів). Право UA. 2019. № 3. С. 125—132.
- Нестор Н. В. Перевірка як адміністративна форма контролю за суддями та процедури її здійснення. Науковий вісник публічного та приватного права. 2019. Вип. 2. С. 123—129.
- Нестор Н. В. Поняття громадського контролю за діяльністю суддів та система суб'єктів його здійснення. Форум права. 2019. № 3. С. 134—140.
- Нестор Н. В. Поняття стандартизації судово-експертної діяльності. Криміналістика і судова експертиза: міжвідом. наук.-метод. зб., присвяч. 55-ій річниці видання. Київ: Вид-во Ліра-К, 2019. Вип. 64. С. 68–77.
- Нестор Н. В. Порядок призначення та проведення судової експертизи. Судові експертизи в процесуальному праві України. Київ: Вид-во Ліра-К, 2019. С. 104—129. (у співав.).
- Нестор Н. В. Проблемні питання юридичного механізму контрольно-наглядової діяльності за судовою владою. Наше право. 2019. № 3. С. 123—131.
- Нестор Н. В.  Рецепція української судової експертизи у засобах масової інформації на етапі її становлення. Криміналістика і судова експертиза: міжвід. наук.-метод. зб., присвяч. 55-ій річниці видання.  Київ, 2019. Вип. 64. С. 883—892 (у співав.).
- Нестор Н. В. Система адміністративних заходів громадського контролю за суддями в Україні. Вісник Пенітенціарної асоціації України. 2019. № 2. С. 57–65.
- Нестор Н. В. Співвідношення державного контролю та незалежних засад функціонування судової влади. Науковий вісник публічного та приватного права. 2019. Вип. 4. С. 111—118.
- Нестор Н. В. Теоретичні характеристики предметної направленості заходів контролю та нагляду за суддями в Україні. Європейські перспективи. 2019. № 3. С. 29–33.
- Нестор Н. В. Наслідки ухилення від участі в експертизі в цивільному судочинстві: практичний аспект. Криміналістика і судова експертиза: міжвідом. наук.-метод. зб. Київ: Вид-во Ліра-К, 2020. — Вип. 65. – С. 64-72.
- Нестор Н. В. Процесуальні аспекти протидії зловживанню процесуальними правами у контексті проведення судової експертизи. Криміналістика і судова експертиза: міжвідом. наук.-метод. зб. Київ: Вид-во Ліра-К, 2021. — Вип. 66. – С. 23-31.
- Нестор Н. В. Порядок проведення судової експертизи у кримінальному провадженні України. Криміналістика і судова експертиза: міжвідом. наук.-метод. зб. Київ: Вид-во Ліра-К, 2022. — Вип. 67. – С. 19-27. (у співав.).
- Нестор Н. В. Забезпечення прав і законних інтересів потерпілого в кримінальному провадженні України. Криміналістика і судова експертиза: міжвідом. наук.-метод. зб. Київ: Вид-во Ліра-К, 2022. — Вип. 67. – С. 124-136.
- Нестор Н. В. Взаємодія суб’єктів судово-експертної діяльності і органів досудового розслідування та прокуратури в сучасному кримінальному провадженні України. Криміналістика і судова експертиза: міжвідом. наук.-метод. зб. Київ: Вид-во Ліра-К, 2023. — Вип. 68. – С. 118-129.
- Нестор Н. В. Забезпечення прав і законних інтересів потерпілого в  кримінальному провадженні України. Криміналістика і судова експертиза: міжвідом. наук.-метод. зб. Київ. Ліра-К, 2022. Вип. 67. – С. 124-135.
- Нестор Н. В. Експертиза літературних і художніх творів. Експерт: парадигми юридичних наук і державного управління : електронне наукове видання : збірник. – 2022. – № 2 (20) квітень-травень. – Київ: Видавництво Ліра-К, 2022. 188 с., 100-112 с. (у співав.).
- Нестор Н. В. Взаємодія суб’єктів судово-експертної діяльності і органів досудового розслідування та прокуратури в сучасному кримінальному провадженні України. Криміналістика і судова експертиза: міжвідом. наук.-метод. зб. Київ. Ліра-К, 2023. Вип. 68. – С. 118-128.
- Нестор Н.В., Вабіщевич М.О., Фесун І.К., Бурківський М.М. Дослідження прогресуючого обвалення сталевих конструкцій із урахуванням фізичної нелінійності. Опір матеріалів і теорія споруд / Strength of Materials and Teory of Structures. 2024. № 113. (у співав.).
- Нестор Н. В. Штучний інтелект у судовій  експертизі: загроза чи перспектива? Міжвідомчий науково-методичний збірник «Криміналістика і судова експертиза». Київ. Ліра-К, 2024. Вип.69. – 784 с., С. 85-88.
- Нестор Н. В. Проблеми захисту прав гравця в нелегальні азартні ігри під час кримінального провадження за статтею 203-2 кримінального кодексу України. Міжвідомчий науково-методичний збірник «Криміналістика і судова експертиза». Київ. Ліра-К, 2024. Вип.69. – 784 с., С. 246-257.

### Статті у зарубіжних періодичних наукових виданнях
- Нестор Н. В. Цели (задачи) контроля за деятельностью судов (судей) в Украине. Право и политика. 2017. № 4. С. 28–31. (Кыргызская Республика)
- Нестор Н. В. Особенности контроля как способа обеспечения законности в деятельности судебных органов Украины. Право и закон. 2018. № 3. С. 31–33. (Кыргызская Республика)
- Нестор Н. В. Пределы контроля за деятельностью судей (судов) в Украине. Верховенство права. 2019. № 2. С. 206—210.
- Нестор Н. В. Участие международных организаций и других субъектов международного права в процессе контроля за деятельностью судей. Visegrad journa on human rights. 2019. № 4. Р. 24-29. (Словацкая Республика)
- Нестор Н. В. Опыт осуществления контроля за деятельностью судов (судей) постсоветских стран и возможности его использования в Украине. Национальный юридический журнал: теория и практика. 2019. № 4 (38) С. 78–81.
- Nestor N.V. Economic crimes in international relations. International Journal of Management (Scopus Indexed Journal, 24 June 2020).  2020. Vol. 11, Is. 06, June. P. 395—405. (co-authored).
- Nestor N.V. Dynamics of development of economic crime and combating crime in different regions of the word.  Revista San Gregorio (Web of Science).  2020. Вып. 42. С. 100—109. (co-authored).
- Nestor N.V. The independence of judges as a criterion for assessing the efficiency of court activities in the conditions of the reform of the judicial system of Ukraine. Journal of Legal, Ethical and Regulatory Issues. 2020.  Issue 23(4).  (Scopus). Р. 1-7. (co-authored).
- Nestor N.V. Criminological and forensic characteristic of forms of embezzlement committed through the use of  information technology. Amazonia investiga. 2021. Vol. 10, Issue 41. May. P. 131-140 с.  (co-authored).
- Syadristaya I., Yamenko T., Kuzmenko S., Kobzar O., Nestor N. V. Administrative and Legal Regulation of Humanitarian Aid Under Martial Law. Scopus. Archives Des Sciences, Volume 74, Issue 2, 2024: 104-109.
- Nestor N.V., Irina Syadristaya, Tеtіana Yamnenko, Serhii Kuzmenko, Oleksandr Kobzar. ADMINISTRATIVE AND LEGAL REGULATION OF HUMANITARIAN AID UNDER MARTIAL LAW. European Economic Letters ISSN 2323-5233 Vol 13, Issue 5 (2024) http://eelet.org.uk. – 1429 -1434 с.

### Тези доповідей
- Нестор Н. В. Адміністративні форми та процедури здійснення контролю за діяльністю суддів. Національні та міжнародні стандарти сучасного державотворення: тенденції та перспективи розвитку: міжнар. наук.-практ. конф. (м. Харків, 5–6 серп. 2016 р.).  Харків: Східноукр. наук. юрид. орг., 2016. С. 78–81.
- Нестор Н. В. Обмеження державного впливу на правовідносини, які стосуються суддів або в яких останні беруть участь. Чинники розвитку юридичних наук у ХХІ столітті : матеріали міжнар. наук.-практ. конф. (м. Дніпро, 4–5 листоп. 2016 р.).  Дніпро: ГО «Правовий світ», 2016. С. 92–95.
- Нестор Н. В. Можливості медіації на стадії виконання покарань. Актуальні проблеми прав людини, яка перебуває в конфлікті із законом, крізь призму правових реформ: зб. матеріалів міжнар. наук.-практ. конф. (Київ, 24 листоп. 2017 р.). Київ, 2017. С. 281—283.
- Нестор Н. В. Правове підґрунтя для застосування медіації в Україні. Правова держава: історія, сучасність та перспективи формування в Україні : матеріали міжнар. наук.-практ. конф. (м. Ужгород, 17–18 лют. 2017 р.). Ужгород, 2017. С. 180—183.
- Нестор Н. В.  Правове підґрунтя для застосування медіації в кримінальному провадженні України. Правова держава: історія, сучасність та перспективи формування в Україні: матеріали міжнар. наук.-практ. конф. — Ужгород, 17-18 лютого 2017 р.).  Ужгород, 2017. С. 180—183.
- Нестор Н. В. Предмет контролю за діяльністю суддів. Сутність та значення впливу законодавства на розвиток суспільних відносин : матеріали міжнар. наук.-практ. конф. (м. Одеса 10–11 берез. 2017 р.) Одеса: ГО «Причорноморська фундація права», 2017. С. 107—111.
- Нестор Н. В. Система суб'єктів контролю за діяльністю суддів (судів) в Україні. Актуальні питання розвитку правової держави в умовах сучасного становлення громадянського суспільства в Україні : матеріали міжнар. наук.-практ. конф. (м. Харків, 16–17 черв. 2017 р.). Харків: ГО «Асоціація аспірантів-юристів», 2017. С. 34–37.
- Нестор Н. В. Самоврядний контроль за діяльністю суддів. Розвиток державності та права в Україні: реалії та перспективи : матеріали міжнар. наук.-практ. конф. (м. Львів, 14–15 верес. 2018 р.). Львів: Західноукр. орг. «Центр правничих ініціатив», 2018. С. 78–85.
- Нестор Н. В. Система міжнародних суб'єктів контролю за судовою сферою України та напрямки реалізації їх управлінських повноважень. Актуальні проблеми законодавства України: пріоритетні напрями його вдосконалення : матеріали міжнар. наук.-практ. конф. (м. Одеса 12–13 жовт. 2018 р.). Одеса: ГО «Причорноморська фундація права», 2018. С. 76–81.
- Нестор Н. В. Історичний розвиток системи контролю та нагляду за роботою судів (суддів) в Україні. Права людини та проблеми організації і функціонування публічної адміністрації в умовах становлення громадянського суспільства в Україні : матеріали міжнар. наук.-практ. конф. (м. Запоріжжя, 26–27 квіт. 2019 р.). Запоріжжя: Запоріз. міська громад. орг. «Істина», 2019. С. 157—160.
- Нестор Н. В. Історичний розвиток системи контролю та нагляду за роботою судів (суддів) в Україні. Права людини та проблеми організації і функціонування публічної адміністрації в умовах становлення громадянського суспільства в Україні : матеріали міжнар. наук.-практ. конф. (м. Запоріжжя, 26–27 квіт. 2019 р.). Запоріжжя: Запоріз. міська громад. орг. «Істина», 2019. С. 157—160.
- Нестор Н. В. Перспективні напрямки вдосконалення національного адміністративного законодавства, яке регламентує контроль за діяльністю судів (суддів). Правові механізми забезпечення та захисту прав і свобод людини і громадянина, інтересів суспільства та держави : тези доп. учасників наук.-практ. конф. (м. Харків, 14 черв. 2019 р.) ; Наук.-дослід. ін-т публ. політики та соц. наук. Харків: НДІ ППСН, 2019. С. 107—112.
- Нестор Н. В. Співвідношення державного контролю та незалежних засад функціонування судової влади: кримінально-процесуальне обмеження.  Актуальні питання судової експертології, криміналістики та кримінального процесу: матеріали міжнародної науково-практичної конференції, 5 листопада 2019 року.  Київ: Вид-во Ліра-К, 2019. С. 400—404.
- Нестор Н. В. Доступ до експертних методик: погляди та практика. Актуальні питання судової експертології, криміналістики та кримінального процесу: матеріали міжнар. наук.-практ. конф. (м. Київ, 19 листопада 2020 р.) / за заг. ред. О. Г. Рувіна, Н. В. Нестор; уклад. О. І. Жеребко, В. П. Колонюк, О. О. Садченко, О. В. Юдіна. К., 2020. С. 386—390.
- Нестор Н. В.  Судовий експерт VS експерт. Проблеми та перспективи розвитку судової експертизи та криміналістики: матеріали Міжнародної науково-практичної конференції (м. Одеса, 16 жовтня 2020 року). Одеса: Видавничий дім «Гельветика», 2020. С. 406—411.
- Нестор Н. В.  Проведення судової експертизи в контексті забезпечення права на справедливий суд. Актуальні питання та перспективи розвитку судової експертизи та криміналістики: матеріали Міжнародної науково-практичної конференції (м. Одеса, 3 вересня 2021 року).  Одеса, 2021. С. 203-207.
- Нестор Н. В. Актуальні питання обміну учасника кримінального провадження, як військовополоненого. Актуальні проблеми нормативно-правового визначення статусу військовополонених: матеріали Міжнародної науково-практичної конференції (Київ, 10 листопада 2022 р.). Київ: Нац. акад. внутр. справ, 2022, С. 11-16.
- Нестор Н. В. Актуальні питання використання спеціальних знань у кримінальному провадженні. Актуальні питання судової експертології, криміналістики та кримінального процесу: матеріали IV міжнар. наук.-практ. конф. (м. Київ, 16 грудня 2022 р.). Міністерство юстиції України. Київський НДІ судових експертиз. К.: Університет «Україна», 2022. – 526 с., С. 322-324.
- Нестор Н. В. Проведення експертизи у кримінальному провадженні: окремі проблеми. Необережні кримінальні правопорушення: проблеми теорії та практики: матеріали круглого столу, проведено в межах Днів науки на факультеті правничих наук Національного університету «Києво-Могилянська академія» (28 січня 2022 р.). Київ: На УКМА, 2022. С. 19-26.
- Нестор Н. В. Кримінально-процесуальне право України в умовах воєнного стану: тенденції формування і проблеми реалізації. Кримінально-правові й процесуальні відповіді на виклики воєнного стану в Україні : матеріали круглого столу, проведеного в межах Днів науки на факультеті правничих наук Національного університету «Києво-Могилянська академія» (27 січня 2023 року). Київ : НаУКМА, 2023. С. 12-16.
- Нестор Н. В. Судовий контроль за проведенням експертизи у кримінальному провадженні: історія і сучасність. Актуальні питання судової експертизи та криміналістики: зб. матеріалів міжнар. наук.-практ. конф. з нагоди ювілеїв видатних учених: 95-річчя від дня народження Л. Ю. Ароцкера («Ароцкерівські читання») і 105-річчя від дня народження М. В. Салтевського (Харків, 19.05.2023). Харків : ННЦ «ІСЕ ім. Засл. проф. М. С. Бокаріуса», 2023. С. 202-204.
- Нестор Н. В. Актуальні питання вдосконалення правового статусу потерпілого у кримінальному провадженні України. Актуальні питання судової експертизи та криміналістики: зб. матеріалів міжнар. наук.-практ. конф. з нагоди 100-річчя Національного наукового центру «Інститут судових експертиз ім. Засл. проф. М.С. Бокаріуса» (Харків, 10.11.2023). Харків : ННЦ «ІСЕ ім. Засл. проф. М.С. Бокаріуса», 2023. С. 261-264.
- Нестор Н. В. Світові професійні об’єднання судових експертів. Актуальні питання судової експертизи та криміналістики: матеріали V міжнар. наук.-практ. конф. (м. Київ, 21 грудня 2023 р.). Міністерство юстиції України. Київський науково-дослідний інститут судових експертиз. Київ, 2023. С. 337-340.
- Нестор Н.В., Полянський А.О., Баулін О.В. Судово-експертна діяльність в умовах воєнного стану: Актуальні проблеми. IV Всеукраїнський форум судових експертів: «Судово експертна діяльність: збереження наукового та кадрового потенціалу в умовах воєнного стану». (м. Львів, 7 червня 2024 року).
- Нестор Н.В., Полянський А.О., Лущик І.В. МІЖНАРОДНЕ СПІВРОБІТНИЦТВО СУДОВИХ ЕКСПЕРТІВ ЯК ЗАСІБ РЕАГУВАННЯ НА ГЛОБАЛЬНІ КРИМІНАЛЬНІ ЗАГРОЗИ. Криміналістика і судова медицина в умовах сучасних викликів та глобальних загроз. Збірник матеріалів міжнародної науково-практичної конференції, присвяченої 125річчю від дня народження професора Миколи Миколайовича Бокаріуса та 85річчю кафедри криміналістики Національного юридичного університету імені Ярослава Мудрого м. Харків, 12 листопада 2024 року.
- Нестор Н.В., Полянський А.О., Лущик І.В. Міжнародне співробітництво у сфері протидії організованій злочинності та корупції. Всеукраїнська науково-практична конференція «Приватно-правові та публічно-правові відносини: модернізація розвитку в умовах воєнного стану». м. Кропивницький, 18 жовтня 2024 року.
- Нестор Н.В., Полянський А.О., Лущик І.В. Міжнародна кооперація експертів у межах протоколу дій з ідентифікації жертв катастроф Інтерполу. Криміналістика та судова експертиза: сучасний стан і перспективи розвитку. Матеріали всеукраїнської науково-практичної конференції (м. Київ, 05 грудня 2024 року).
- Нестор Н.В., Полянський А.О., Лущик І.В. Роль судових експертиз у межах надання міжнародної правової допомоги. Міжнародна науково-практична конференція «Судово-експертна діяльність: проблеми, стратегії та інновації». м. Львів. 28 листопада 2024 року.
- Нестор Н.В., Полянський А.О., Лущик І.В. Перспективи впровадження цифровізації у криміналістику й судову експертизу. «Діджиталізація судово-експертної науки в умовах воєнного стану». Збірник матеріалів Міжнародної науково-практичної конференції (Харків, 8 листопада 2024 року). С. 226-230.
- Нестор Н.В., Полянський А.О., Баулін О.В. Актуальні питання судово-експертного забезпечення правосуддя в умовах воєнного стану. Актуальні питання криміналістики та судової експертизи в умовах воєнного стануi. Всеукр. наук.-практ. конф. (Київ, 3 липня 2024 р.) / [редкол.: В. В. Чернєй, С. Д. Гусарєв, С. С. Чернявський та ін.]. Київ : Нац. акад. внутр. справ, 2024. С. 67-70.
- Нестор Н.В., Лущик І.В. Міжнародна співпраця судових експертів у діяльності структур Організації Об’єднаних Націй. Mіжнародна науково-практична конференція «Актуальні питання судової експертизи і криміналістики», присвяченої пам’яті видатного вченого Владислава Федоренка («Федоренківські читання», м. Харків, 15 жовтня 2024 року).
- Баулін О. В., Нестор Н.В., Кальной Д.В. Актуальні питання міжнародного співробітництва в галузі судово-експертної діяльності. Сучасні напрямки розвитку судової експертизи та криміналістики. Збірник Всеукраїнської науково-практичної конференції (м. Одеса, 5 вересня 2024 р.). Одеса : Юридика, 2024. С. 346-351 ISBN 978-617-8182-52-6.
- Нестор Н. В. 3D сканування як інструмент дослідження ракет під час проведення судової експертизи. Проблемні питання та особливості проведення судових вибухотехнічних експертиз, експертиз ракетної та артилерійської зброї, здійснення оглядів місць її застосування, іденти-фікація в умовах збройної агресії. Матеріали міжнародної науково-практичної конференції (Київ, 17 жовтня 2024 року). С. 69-71.
- Нестор Н.В. Судові експертизи України як вид доказу в міжнародному кримінальному суді відповідно до римського статуту. Матеріали VІ міжнародної наук.-практ. конференції (Київ, 20 грудня 2024). Київ : КНДІСЕ, 2024. Офіц. сайт КНДІСЕ. URL : https://kndise.gov.ua/wp-content/uploads/2025/01/aktualni-pytannya-sudovoyi-ekspertologiyi_2024.pdf.